# Smrekova sirovka
Smrekova sirovka (znanstveno ime Lactarius deterrimus) je gliva iz rodu sirovk (Lactarius). V preteklosti je veljalo, da je smrekova sirovka le podvrsta užitne sirovke (Lactarius deliciosus).

## Značilnosti
Klobuk gobe ima premer od 5 do 10 cm, sprva je izbočen z ravnim temenom in podvihanim robom. Pri starejših primerkih postane v sredini udrt, rob pa se zravna. Po zgornji strani ima gladko, okrasto oranžno, kolobarčasto lisasto površino, ki kasneje močno obledi in delno pozeleni.
Lističi so sprva oranžni kot klobuk, gosti in pripeti na bet. Na poškodovanih mestih ponekod pozelenijo, vendar ne tako močno, kot pri navadni sirovki.
Bet je valjast, raven, gladek in proti dnišču nekoliko ožji. Visok je od 5 do 8 cm in ima premer od 1 do 1,5 cm. V mladosti je poln, kasneje pa postane votel. Običajno je brez jamic, na poškodovanih mestih je rdeče lisast.
Meso smrekove sirovke je bledo oranžno, na prerezanih mestih pa izloča oranžni mleček, ki na zraku pordeči in s časom postane vinsko rdeč. Vonj gobe je prijeten, po okusu pa je precej bolj grenka od ostalih vrst sirovk.

## Razširjenost in življenjski prostor
Smrekova sirovka je ime dobila po zanjo značilnem rastišču pod smrekami. Uspeva od poletja do pozne jeseni.

## Mikroskopske značilnosti
Trosni odtis je svetlo okraste barve. Trosi so elipsasti z ornamenti, sestavljenimi iz redkih bradavic in delno povezanih grebenov, visokih do 0,5 μm. Trosi merijo 7,5–9,4 x 6,1–7,4 μm.

## Podobne vrste
- navadna sirovka (Lactarius semisanguifluus) raste pod bori, njen mleček manj pozeleni in ima manj grenak okus.
- užitna sirovka (Lactarius deliciosus) raste pod bori, ima mleček, ki s časom ne spreminja barve in ima mil okus
- lososova sirovka (Lactarius salmonicolor) ima mleček, ki ne spreminja barve

## Uporabnost
Užitna. Smrekova sirovka je kljub grenkastemu okusu dobra goba, primerna je za mešane gobje jedi in za konzerviranje v kisu in slanici.

## Galerija slik
- klobuki starejših gob
- detajl lističev, ki so delno križno povezani
- deformirane smrekove sirovke zaradi napada zajedalske rdečkaste pajčevinke (Hypomyces lateritius)